# Строительство на территориях, вернувшихся под контроль Азербайджана в ходе и после Второй карабахской войны
Строительство на территориях, вернувшихся под контроль Азербайджанской Республики в ходе и после Второй карабахской войны — восстановление Азербайджаном вновь отвоеванных территорий. Комплекс работ включает строительство дорог, проведение коммуникаций, открытие международных аэропортов, электростанций, строительство «умных сел».
Правительством Азербайджана разработаны планы и подготовлен бюджет для развития инфраструктуры в районах, возвращённых под контроль Азербайджана в период 44-дневной войны. Программа носит название «Великое возвращение» или «Большое возвращение» (азерб. Böyük qayıdış). Над проектом реинтеграции возвращённых земель работает штаб под руководством главы администрации президента в составе 17 рабочих групп.
В марте 2022 года постановлением премьер-министра был создан временный реестр строений на этих территориях. 
Из государственного бюджета на восстановительные работы в регионе выделено три миллиарда долларов США. За десять лет объем инвестиций, необходимых для восстановления возвращённых земель, может достичь 60 миллиардов долларов США.

## Общие сведения
Основной целью первого этапа восстановительно-реабилитационного процесса является восстановление центральных частей городов Агдам и Физули, и 32 сёл. На этом этапе планируется возвращение около 66 тысяч бывших вынужденных переселенцев. Первый этап планируется завершить к 2026 году.
К марту 2022 года план восстановительных работ включал самый длинный тоннель на постсоветском пространстве, три международных аэропорта, множество автомагистралей.
16 ноября 2022 года принята Государственная программа по возвращению на освобожденные от оккупации территории.
Проведена инвентаризация строений. Выявлено 34,6 тысячи строений жилого фонда и 7,8 тысяч строений нежилого фонда. Создана Карабахская цифровая геоинформационная система, куда включены схемы и фотографии строений.
На апрель 2024 года на данных территориях действовало 8 школ. В них обучалось более 800 учеников.
Введены в строй Агдамский промышленный парк и особая экономическая зона Аразской долины.
I Государственная программа Великого возвращения принята 16 ноября 2022 года, и действует с 2022 по 2026 год.
С 30 мая 2025 года ведётся разработка II Государственной программы Великого возвращения.

## Очистка от мин
В Карабахе за весь период конфликта установлено около 1,5 млн мин на площади 7 000 м2. Мины закладывались хаотично, без опознавательных знаков и ограждений.
На март 2024 года 147 тысяч 988 гектар территории Карабаха сильно загрязнены минами. 675 тысяч 570 гектар являются зонами средней и низкой опасности.
В ноябре 2020 года Программой развития ООН было выделено 12,5 млн долл. на разминирование. 7 февраля 2024 года ЕС было выделено 4,25 млн евро. Общая стоимость разминирования всей территории оценивается в 25 млрд долл. Стоимость обезвреживания одной мины составляет от 300 до 1000 долл., тогда как стоимость производства мины — от 3 до 75 долларов.
За 2023 год обнаружено и обезврежено 3 495 противопехотных и 5 034 противотанковые мины, 23 049 неразорвавшихся боеприпасов. Очищено от мин 53 081,8 гектар территории.
С 10 ноября 2020 года по август 2024 года от мин и неразорвавшихся боеприпасов очищено 155 тысяч 447 гектар территории. По апрель 2024 года обнаружено и обезврежено 116 574 мин, из них 65 тысяч 585 единиц неразорвавшихся боеприпасов, 31 тысяча 919 единиц противопехотных мин, 19 тысяч 70 единиц противотанковых мин. 
С ноября 2020 по июль 2024 года обезврежено более 124 000 мин и иных взрывоопасных боеприпасов.
С ноября 2020 по май 2025 года разминировано более 200 000 гектар территории, что составляет 10,5 % от всей заминированной территории.
Всего с 1991 года по апрель 2024 года от мин в Азербайджане пострадало 3 429 чел. Из них 595 чел. погибло. С 10 ноября 2020 года по апрель 2024 года от мин погибло 65 чел.
Арменией точных карт минных полей Азербайджану не представлено. Представленные карты охватывают лишь 5 % территории с точностью 25 %.
Программа развития ООН оказывает помощь в обучении, оснащении и размещении групп экстренного реагирования с целью обезвреживания неразорвавшихся боеприпасов.
Ведётся дальнейшая очистка территории от мин. На некоторых территориях глубина очистки составляет до 4 метров.
Разминирование осуществляют Агентство Азербайджана по разминированию, Спасательная служба особого риска МЧС Азербайджана.

## Строительство по районам

### Агдамский район
20 ноября 2020 года город Агдам и его окрестности были возвращены Азербайджану в рамках соглашения о прекращении огня.

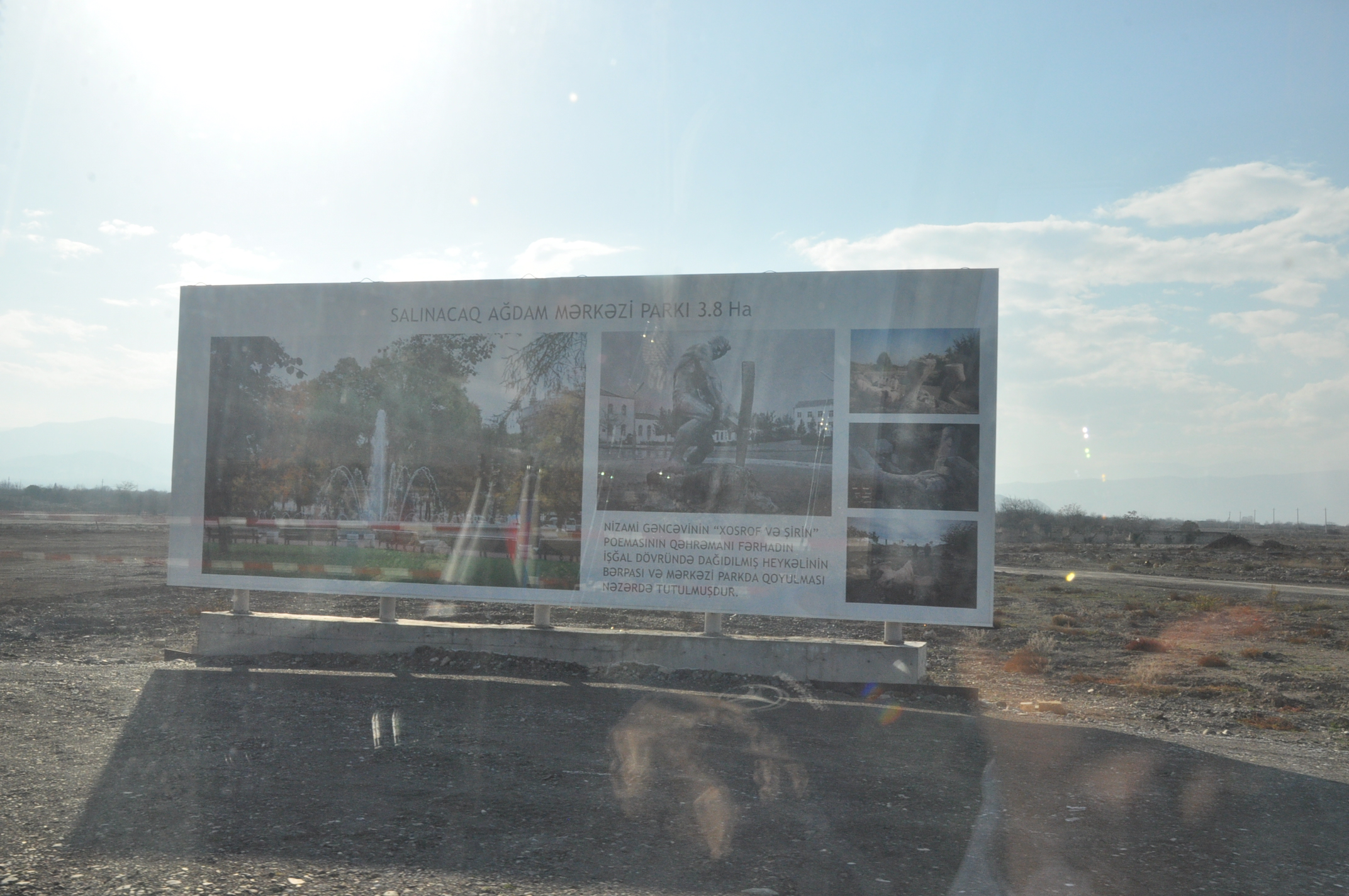
Билборд в Агдаме, извещающий о строительстве здесь центрального парка

13 февраля 2022 года сданы в эксплуатацию новые электрические подстанции «Агдам-1», «Агдам-2» и центр цифрового управления региональной электросети «Карабах».
4 октября 2022 года на территории района начато строительство сёл Хыдырлы, Кенгерли, Сарыджалы. Строительство планируется завершить в апреле 2024 года.
24 декабря 2023 года введено в эксплуатацию после капитального ремонта Хачинчайское водохранилище.
24 декабря 2023 года также сдана в эксплуатацию автомобильная дорога Барда — Агдам протяжённостью 44,5 км. Дорога охватывает более 20 населённых пунктов.

### Агдам
В начале 2022 года Фондом Гейдара Алиева были начаты восстановление и реставрация Джума-мечети. Подписано соглашение о реставрации с австрийской компанией «Brugger&KO Restauratoren GmbH».

В феврале 2022 года заложен фундамент жилого комплекса общей площадью 1,55 га. Планируется строительство 6 жилых зданий на 209 квартир. Сдача проекта планируется на декабрь 2023 года. 24 декабря 2023 года начато строительство четвёртого и пятого жилых комплексов.

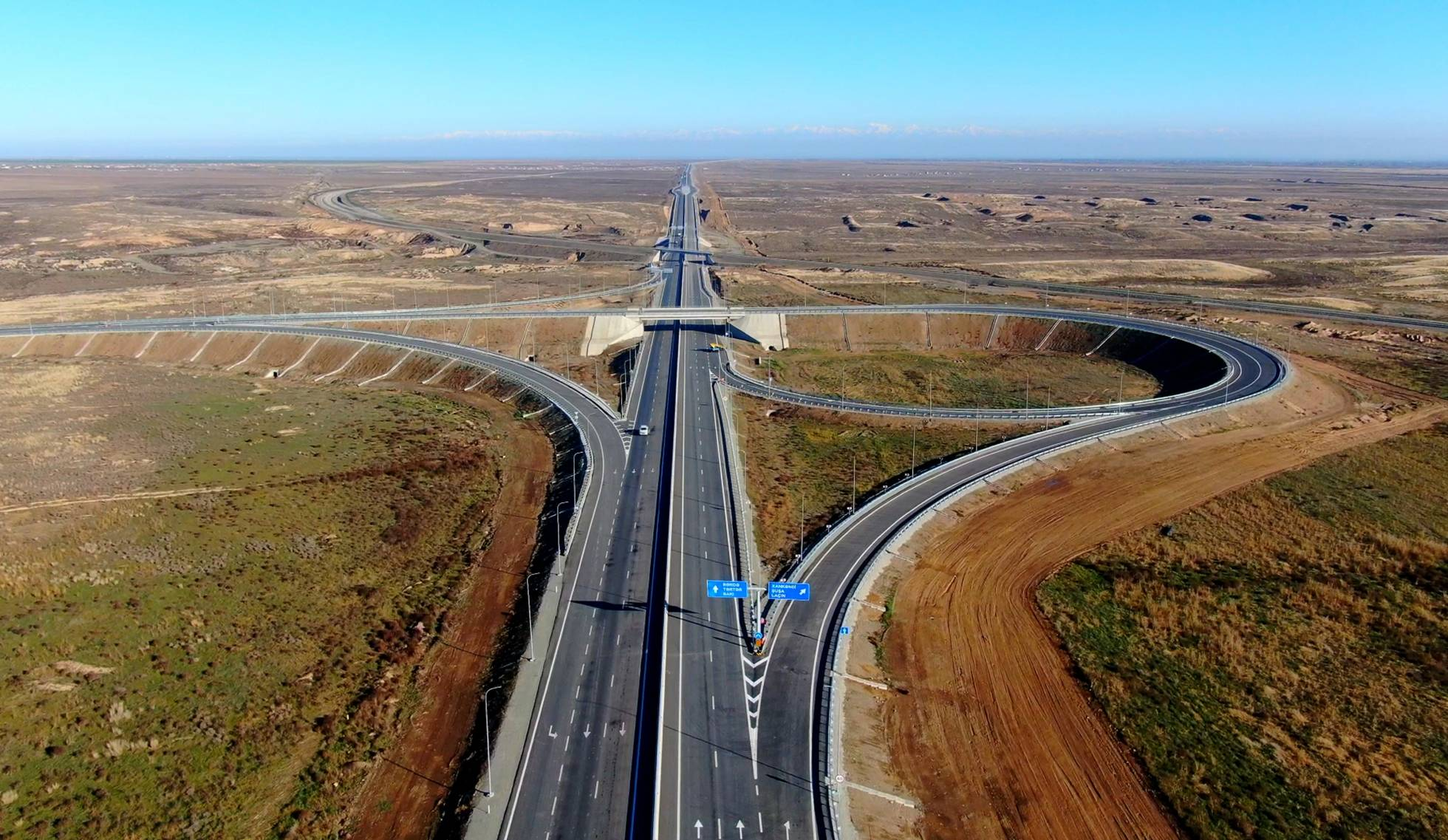
Развязка автомобильной дороги Барда — Агдам 2023

К сентябрю 2024 года осуществлены работы по сносу и вертикальной планировке на 5 участках. Ведётся строительство общественных зданий. На втором этапе восстановления планируется построить 1268 квартир.
4 октября 2022 года начато восстановление и реставрация Дворца Панах Али-хана и комплекса при дворце.
Планируется восстановление Чайного дома, сожжённого в 1993 году.

### Физулинский район
16 ноября 2020 года был заложен фундамент строительства автомобильной дороги, соединяющей города Физули и Шуша. Шоссе планировалось интегрировать в более широкую схему строительства автомагистрали до муниципалитета Ахмедбейли. В планах указано, что дорога будет 101,5 км в длину и 37,7 м в ширину.

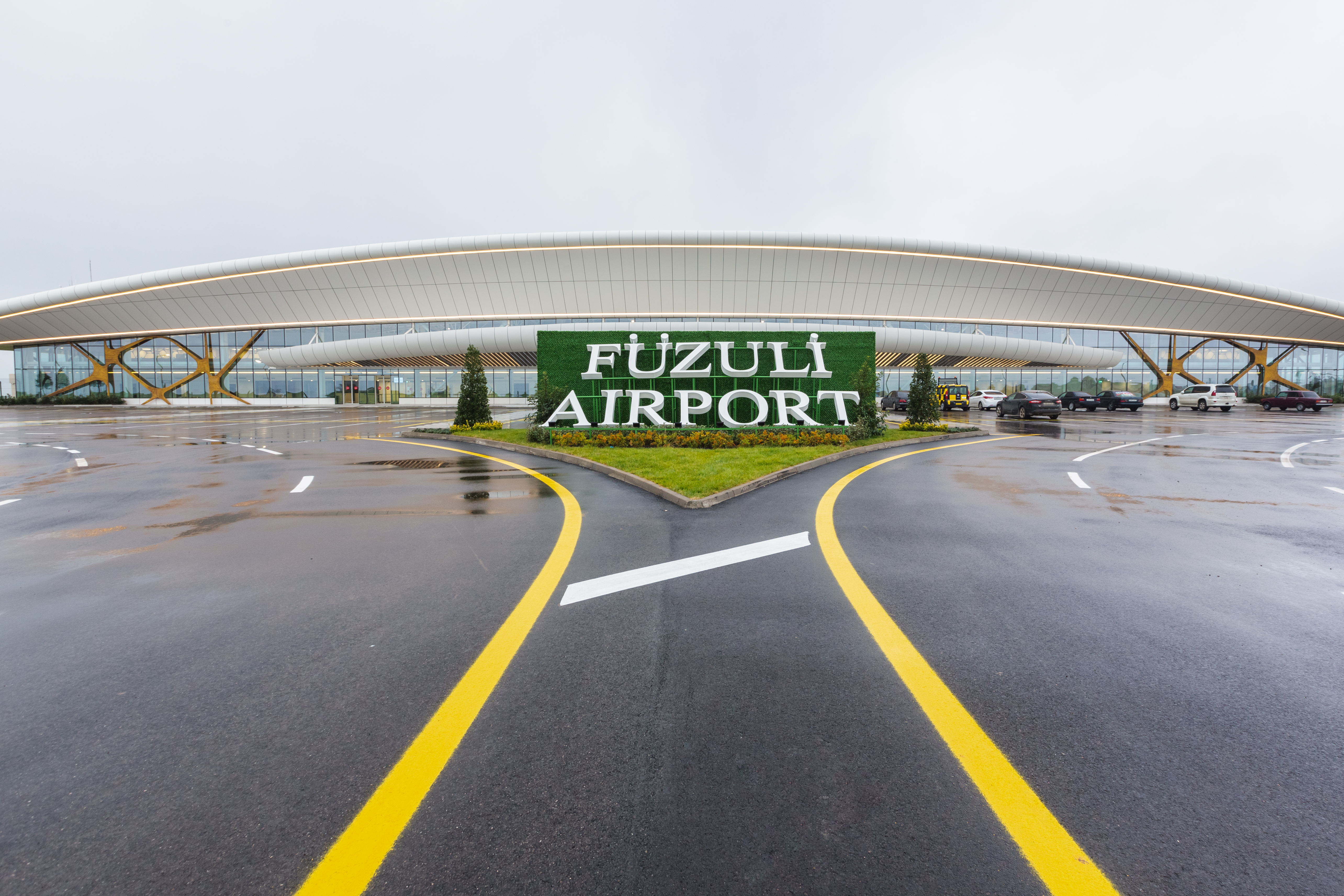
Вход в международный аэропорт Физули, построенный с января по октябрь 2021 года

14 января 2021 года вблизи села Мирзаджамаллы Физулинского района состоялась церемония закладки фундамента будущего аэропорта. 26 октября 2021 года состоялось торжественное открытие международного аэропорта Физули. Турецкие компании построили аэропорт на сумму 75 миллионов манатов (44 миллиона долларов США). Первые лётные испытания в аэропорту состоялись 22 августа 2021 года. 5 сентября 2021 года в аэропорту Физули приземлился первый самолёт. Позже в аэропорт Физули был выполнен первый пассажирский рейс. 26 октября 2021 года состоялось открытие Международного аэропорта Физули. В церемонии открытия приняли участие Президент Азербайджана Ильхам Алиев и Президент Турции Реджеп Тайип Эрдоган. Аэропорту присвоен и утвержден код Международной организацией гражданской авиации (ICAO) — UBBF. Также аэропорту присвоен трехбуквенный код от Международной ассоциации воздушного транспорта (IATA) — FZL.

### Зангеланский район
14 февраля 2021 года был заложен первый камень в фундамент железнодорожной линии, соединяющей Горадиз, Зангелан и Агбенд. Делая заявление, президент заявил, что предполагается, что ветка соединит собственно Азербайджан с эксклавом Нахчыванской Автономной Республики Не было уточнено, как линия будет проходить по территории Армении.

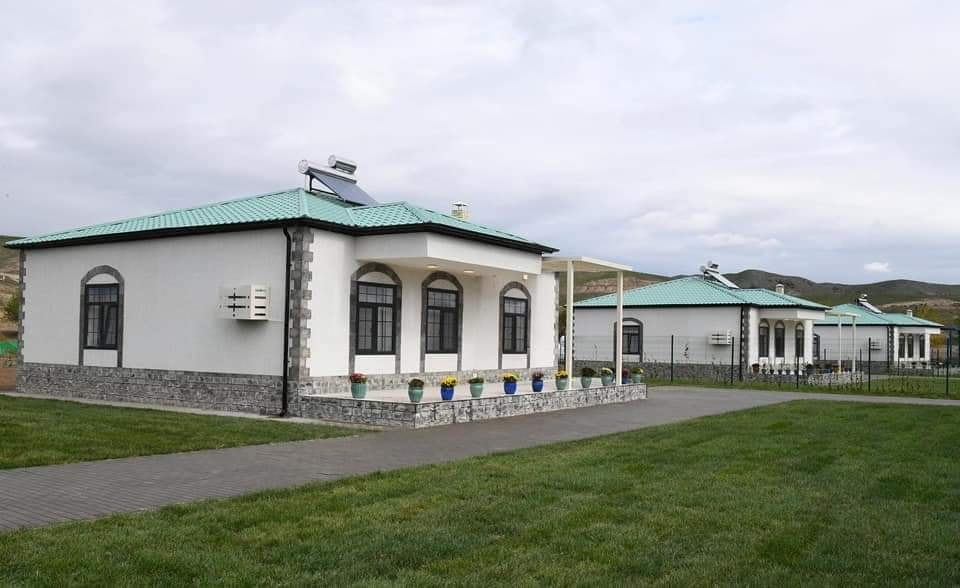
Новые дома в селе Агалы II Зангеланского района

В феврале 2021 года президент Азербайджана посетил территорию сёл Агалы I, Агалы II и Агалы III и объявил, что в ближайшие месяцы начнётся восстановление этих сёл. Эти сёла, по словам президента, должны будут стать первыми восстановленными населёнными пунктами в Карабахе. В июле того же года было объявлено, что ведутся строительно-созидательные работы для реализации концепции «умное село». В июле 2022 года началось переселение первой группы жителей (более 40 семей) в родное село.
18 марта 2021 года на территории села Агалы делегациями Министерства сельского и лесного хозяйства Турции (Бекир Пакдемирли) и Министерства сельского хозяйства Азербайджана открыт «Братский сад».
В апреле 2021 года состоялась церемония закладки фундамента международного аэропорта в Зангелане. Аэропорт был открыт в 2022 году. Международная организация гражданской авиации присвоила аэропорту код UBBZ.
20 октября 2021 года Президент подписал распоряжение о проведении инвентаризации природных объектов Басутчайского государственного заповедника и оценке экологической ситуации.
26 октября 2021 года президенты Азербайджана и Турции объявили о планах создания агропарка «Dost», который будет построен при поддержке Турции.
Утверждён генеральный план города. 19 октября 2022 года заложен фундамент первого жилого здания в городе.

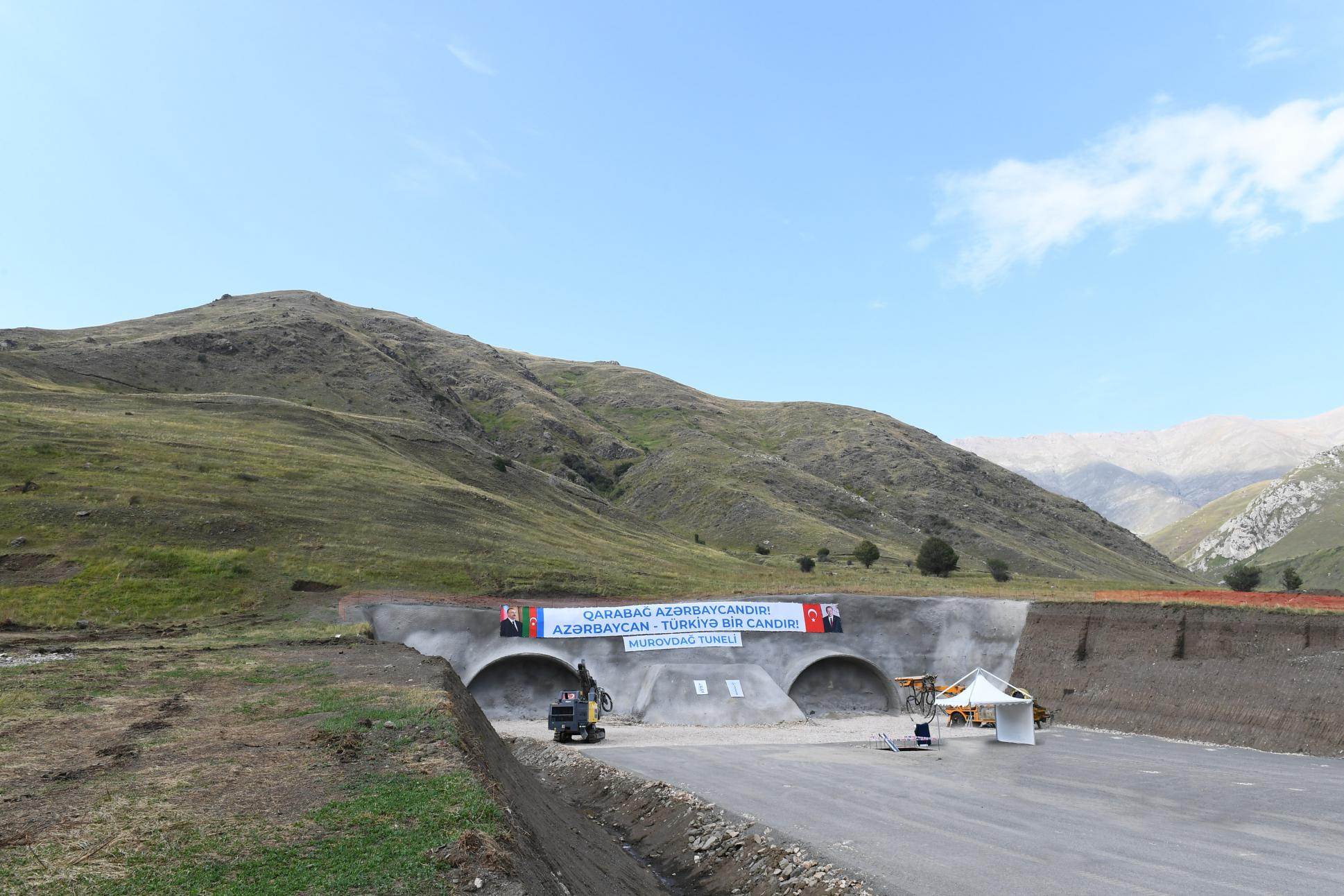
Муровдагский тоннель 16 августа 2021

### Кельбаджарский район
23 июля 2021 года началось строительство автомобильной дороги, связывающей Тоганалы, Истису и Кельбаджар. Автомагистраль протяжённостью 81 км соединит Гёйгёльский и Кельбаджарский районы.
Начато строительство автомагистрали Кельбаджар — Лачин протяжённостью 72,8 км. Вдоль данной дороги будет построено три тоннеля общей длиной 9450 м. 16 августа 2021 года заложен Муровдагский тоннель протяжённостью 3,4 км, являющийся частью данной дороги. Тоннель пройдёт через 11,6-километровую трассу на автомобильной дороге Тоганалы — Кяльбаджар.
Планируется также второе сообщение между Кельбаджарским и Лачинским районами — дорога Истису—Минкенд.
27 декабря 2023 года между Азербайджаном и Турцией подписано соглашение о восстановлении 5 малых ГЭС в Кельбаджарском и Лачинском районах общей мощностью 13,8 МВт.
Расширена дорога через Омарский перевал.

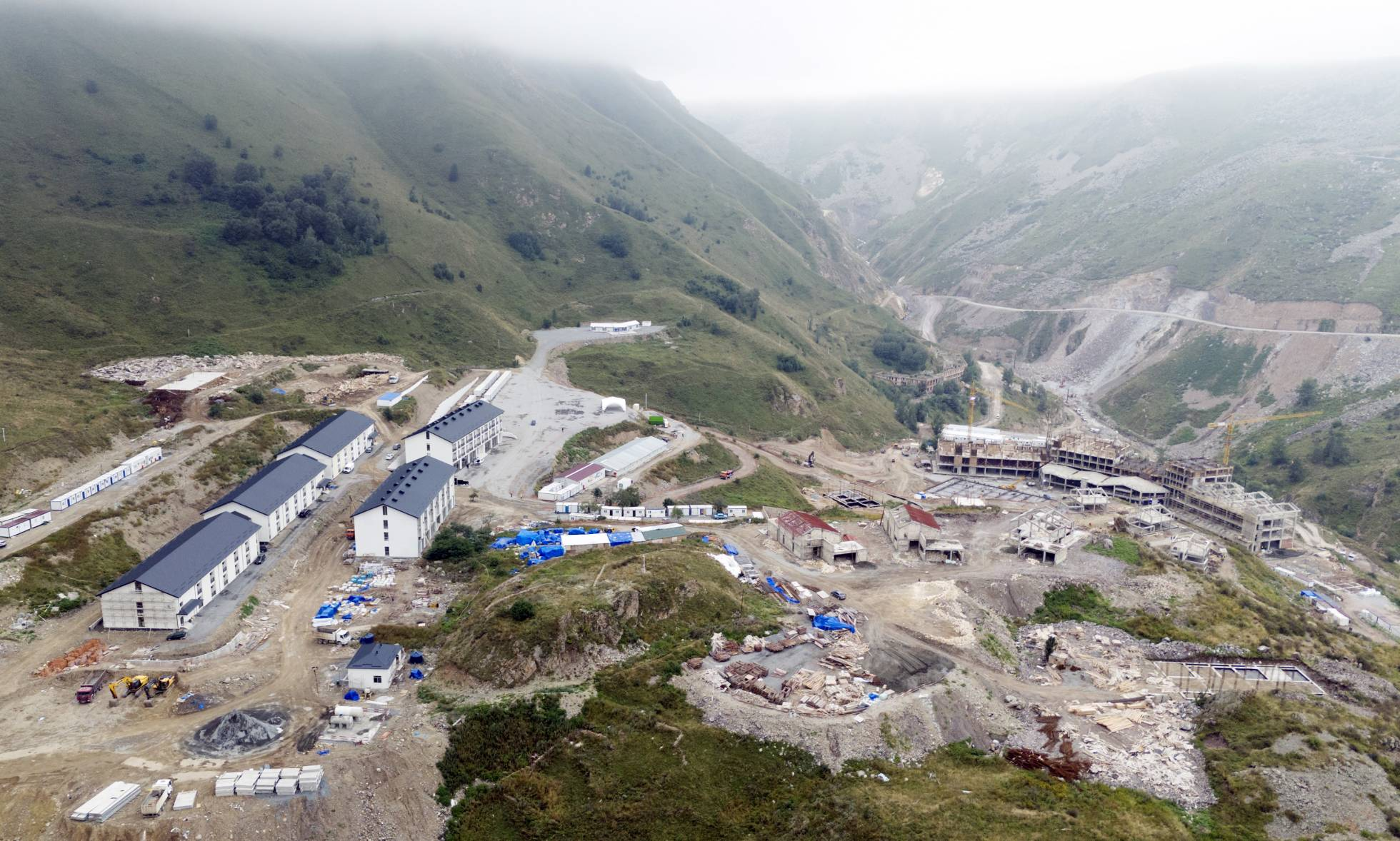
Строительные работы на курорте Истису Сентябрь 2024

16 августа 2021 года в с. Камышлы открыта 110/35/10-киловольтная подстанция «Кяльбаджар». Осуществляется реконструкция малой ГЭС Кельбаджар-1 мощностью 4,4 МВт на реке Левчай.
2 сентября 2024 года начато восстановление посёлка Истису.
Ведётся восстановление лечебно-рекреационного комплекса Истису.

### Шушинский район

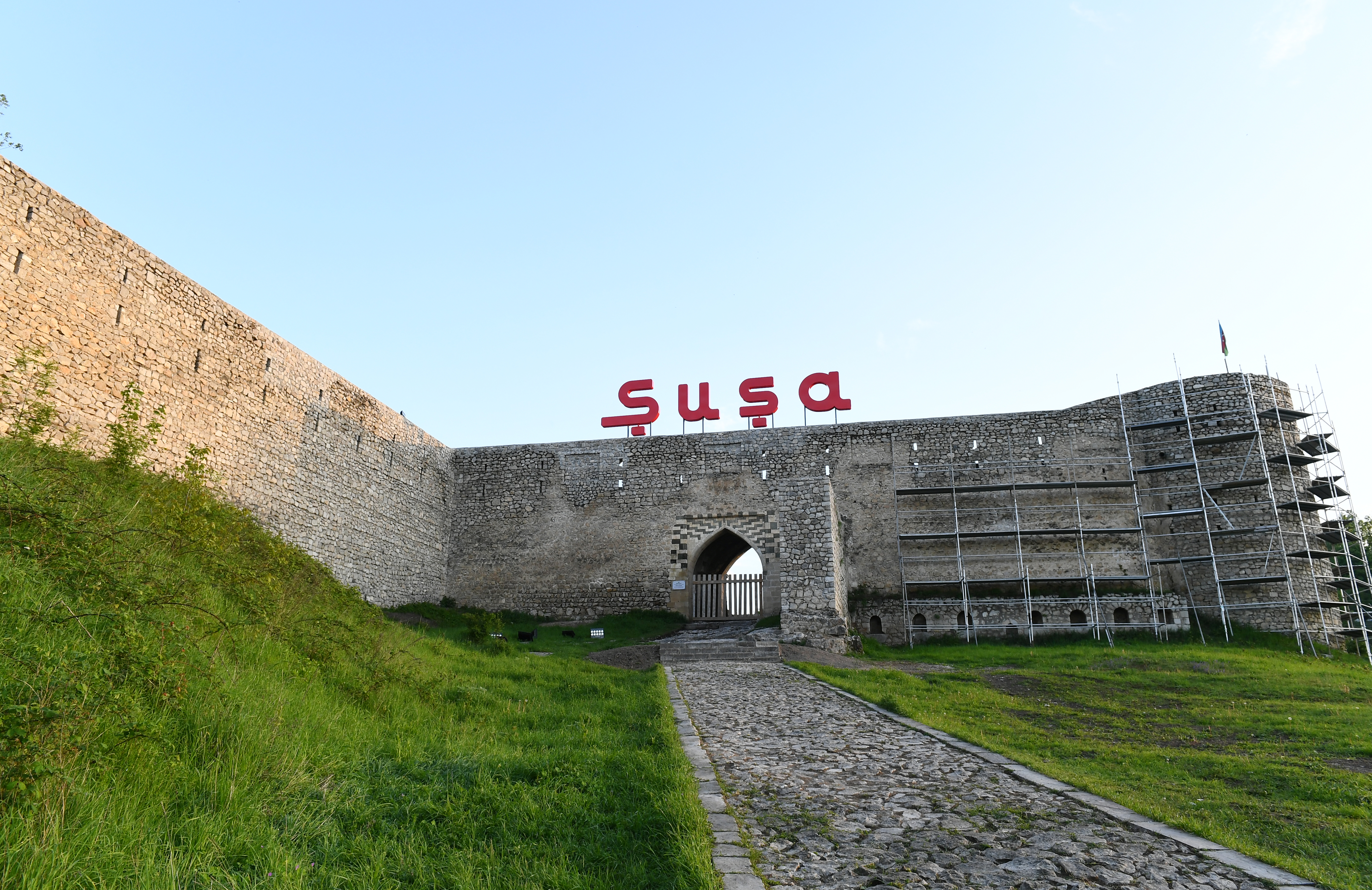
Ремонт Шушинской крепости в мае 2021 года

В январе 2021 года было объявлено о планах строительства пятизвёздочной гостиницы в городе Шуша. Восстановление Шушинской крепости началось в начале февраля 2021 года.
В начале мая 2021 года правительство объявило, что приступит к ремонту собора Казанчецоц, пострадавшего во время войны 2020 года.
В начале июня 2021 года было объявлено, что три мечети в Шуше — Нижняя мечеть Гевхар-аги, Верхняя мечеть Гевхар-аги и мечеть Саатлы — будут восстановлены Фондом Гейдара Алиева. 22 июня было создано «Шушинское городское управление государственного заповедника».
14 января 2021 года в Мавзолее Вагифа начались реставрационные работы, а 29 августа он был открыт.
Реконструкционные работы в Гадруте, перешедшем под контроль Азербайджана 9 октября 2020 года начались с восстановления дорог. 15 марта 2021 года президент Алиев заложил фундамент автомобильной дороги Физули-Гадрут протяжённостью 13 км. Отмечено, что трасса Гадрут-Джебраил-Шукурбейли, проходящая через Джебраильский район, будет соединена с шоссе Гаджигабул-Миндживан-Зангезур в Шукюрбейли . Дорога, протяжённость которой планируется 43 км, будет иметь 4 полосы движения и автомобильные мосты. Кроме того, сообщалось, что ведётся строительство 18-километровой автодороги Туг—Гадрут.
В ноябре 2021 года началось восстановление леса Топхана, заложен фундамент мечети Дашалты, городской больницы и Шушинской телерадиовещательной станции. Также проводится реставрация в усадебном комплексе Мехмандаровых.
В апреле 2022 года было объявлено о строительстве семи жилых массивов в Шуше.

### Губадлинский район
25 октября 2021 года был заложен первый камень автомагистрали, соединяющей Ханлыг и Губадлы, и открыта подстанция «Азерэнержи» в Губадлы. В этот же день в селе Ханлыг была возведена 50-метровая радиотелевизионная вышка. Две 76-километровые линии электропередач (Губадлы-1 и Губадлы-2) были проложены от подстанций Шукурбейли и Джебраил для подключения Губадлы к общей энергосистеме Азербайджана.
Идёт строительство автомобильной дороги Губадлы — Эйвазлы, проходящей по территории сёл Махмудлу, Хыдырлы, Мюсканлы, Меликахмедли, Гуданлы, Давудлу, Эйвазлы Губадлинского района.
Планируется строительство водохранилищ «Бергюшадчай» и «Забухчай», музеев Оккупации и Победы. 19 октября 2022 года представлен генеральный план города Губадлы.

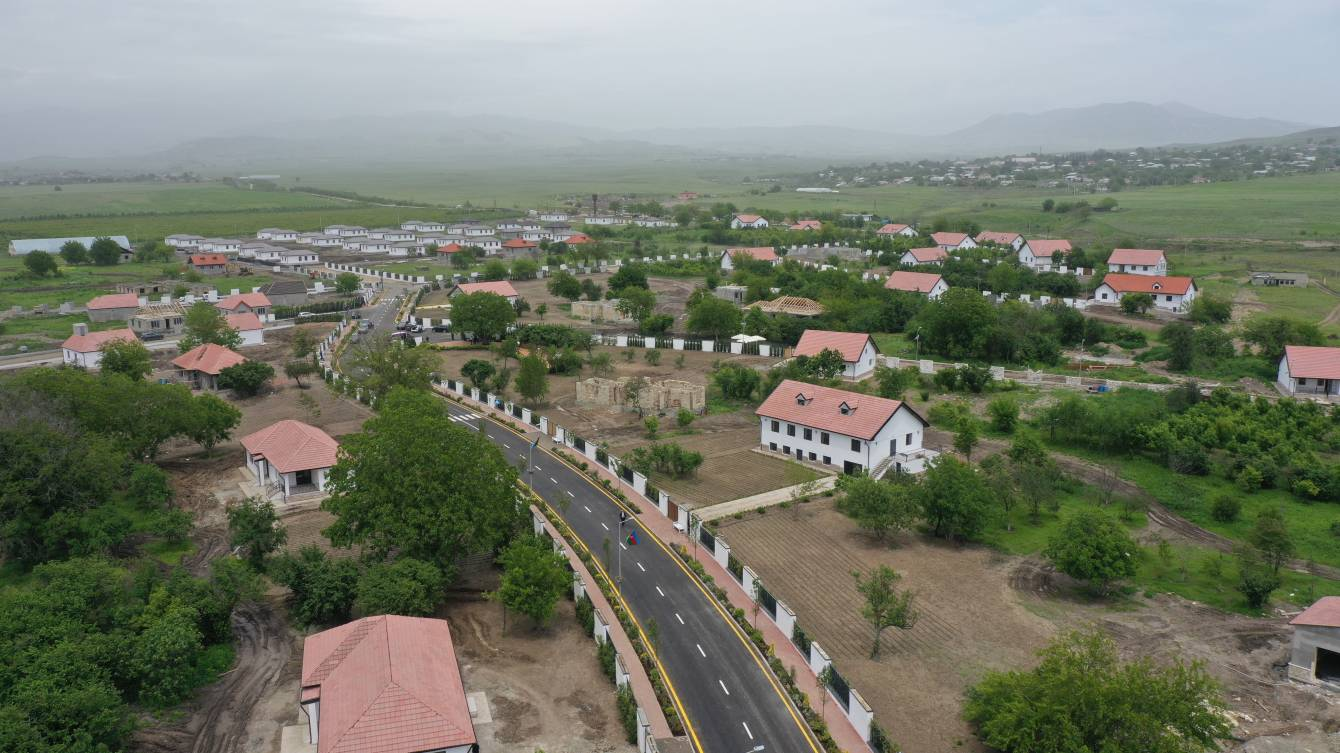
Ходжалы 28 мая 2024

### Лачинский район
В феврале 2021 года состоялось открытие Гюлебирдской гидроэлектростанции мощностью 8 мегаватт. Она стала первой электростанцией на вернувшихся под контроль Азербайджана территориях, сданной в эксплуатацию после Второй карабахской войны.
27 декабря 2023 года между Азербайджаном и Турцией подписано соглашение о восстановлении 5 малых ГЭС в Кельбаджарском и Лачинском районах общей мощностью 13,8 МВт.
В августе 2022 года завершилось строительство новой автомобильной дороги в объезд города Лачин. На дороге был также построен четырёхпролётный автомобильный мост длиной 149,5 метра и шириной 13,5 метра.
16 августа 2021 года начато строительство Лачинского аэропорта.

### Джебраильский район
14 февраля 2021 года заложена железная дорога Горадиз — Агбенд.

### Ходжалинский район
Ведётся реконструкция Ходжалинского аэропорта.

### Агдеринский район
16 марта 2023 года была завершена первая фаза строительно-восстановительных работ в селе Талыш.
На 18 марта 2025 года в селе Гасанриз уже было отремонтировано 92 дома.

## Строительство железных дорог
Строятся ветки Барда — Агдам, Горадиз — Агбенд. В 2024 году начнётся восстановление железной дороги Агдам — Ханкенди.

## Строительство автомобильных дорог
Осуществляется строительство 19 автомобильных дорог протяженностью 2 241 км.
4 октября 2021 года было начато строительство автомобильной дороги Талыш-Тапгарагоюнлу-Гашалты-Нафталан, общей протяжённостью 22 км. Это дорога, ведущая из города Нафталан, позволит создать для села Талыш альтернативный маршрут дороге, ведущей из города Тертер. 18 октября 2023 года состоялось открытие автомобильной дороги Талыш-Тапгарагоюнлу-санаторий Гашалты.
В апреле 2024 года начато строительство автомобильной дороги Суговушан — Сарсангское водохранилище — Гозлукорпу — Кельбаджар протяжённостью 80 км.
Также в апреле 2024 года начато строительство автомобильной дороги от 40-го километра автодороги Барда — Агдам до пос. Аскеран. протяжённостью 18 км.
В 2024 году построено 35 автомобильных дорог протяжённостью 3032,4 км. Из них 875,4 км дорог республиканского и 2157,0 км местного значения. Построены автомобильные дороги Шуша — Лачин, Худаферин — Губадлы — Лачин, Ахмедбейли — Физули — Шуша, Горадиз — Джебраил — Зангилан — Агбенд, Тоганалы — Кяльбаджар — Истису.

## Связь и интернет
На 11 января 2024 года восстановлена работа семи станций теле- и радиовещания.
На март 2024 года начата прокладка магистральных волоконно-оптических кабельных линий между Шушой и Ханкенди, Ханкенди и Ходжалы, Агдамом, Ходжалы и Ханкенди, Агдамом и Бардой, Бейлаганом, Физули и Шушой, Горадизом и Шукюрбейли, Ходжавендом и Ханкенди. Часть работ завершена.
Устанавливаются базовые станции LTE четвёртого поколения. На март 2024 года действует 300 единиц базовых станций мобильной радиосвязи. 90 % территории покрыты сетью 2G, 87 % — сетью 3G, 79 % — сетью 4G.

## Энергетика
«Азерэнержи» на данных территориях ведёт строительство энергетических станций. На май 2025 года сданы в эксплуатацию 38 малых ГЭС суммарной мощностью 307 мегаватт. Гидроэлектростанции экономят до 200 млн м3 природного газа и предотвращают выбросы в атмосферу до 400 тысяч тонн углекислого газа.

## Финансирование
С 2020 по 2024 год на восстановление территорий из государственного бюджета выделено 17,5 млрд манат.
В 2024 году потрачено 5 млрд 347,2 млн манат.
В 2025 году планируется выделение 4 млрд манат. За период с 2025 по 2028 год на финансирование реконструкции и восстановления планируется выделить 14 миллиардов 612 миллионов манат.

## Споры
Сообщалось, что в процессе реконструкции различные памятники армянской культуры на возвращённых территориях частично или полностью разрушены, в том числе армянские кладбища и дома, снесённые бульдозерами в процессе строительства дорог. Объявление о восстановлении собора Казанчецоц было встречено критикой и обеспокоенностью со стороны Комиссии США по международной религиозной свободе, а также различных армянских групп.